# Adwa
Adwa   este un oraș  în  partea de nord a  Etiopiei,  în statul  Tigray.